# Crystal Creek (vattendrag i Australien, New South Wales, lat -28,32, long 153,33)
Crystal Creek är ett vattendrag i Australien. Det ligger i delstaten New South Wales, i den sydöstra delen av landet, omkring 650 kilometer norr om delstatshuvudstaden Sydney.
I omgivningarna runt Crystal Creek växer i huvudsak städsegrön lövskog. Runt Crystal Creek är det ganska glesbefolkat, med 24 invånare per kvadratkilometer. Genomsnittlig årsnederbörd är 1 801 millimeter. Den regnigaste månaden är januari, med i genomsnitt 320 mm nederbörd, och den torraste är oktober, med 41 mm nederbörd.